# Darghalu
Darghalu (pers. دارغالو) – wieś w Iranie, w ostanie Azerbejdżan Zachodni. W 2006 roku  liczyła 290 mieszkańców w 91 rodzinach.